# نزول قسمت ۲
نزول قسمت ۲ (انگلیسی: The Descent Part ۲) فیلمی در ژانر ترسناک و ماجراجویی است که در سال ۲۰۰۹ منتشر شد. از بازیگران آن می‌توان به جاش دالاس و داگلاس هاج اشاره کرد. این فیلم ادامه‌ای بر فیلم نزول است.